# Vmesnik IEEE 1394
Vmesnik IEEE 1394 je standard za hitro komunikacijo po serijskem vodilu med elektronskimi napravami in prenos podatkov v realnem času. Najpogosteje se uporablja za priključitev perifernih naprav na osebne računalnike in računalnike Apple Macintosh ter za prenos digitalnih avdio in video signalov, pa tudi v letalski in avtomobilski industriji. Vmesnik je poznan tudi pod blagovnimi znamkami FireWire (Apple), i.Link (Sony) in Lynx (Texas Instruments). Vmesnik IEEE 1394 je marsikje nadomestil vzporedni vmesnik SCSI, saj prinaša nižje stroške izdelave in preprostejše, trpežnejše priključne kable. Standard IEEE 1394 predvideva tudi priključke za priklop naprav v notranjosti računalnika, vendar ni širše uporabljen.
Vmesnik IEEE 1394 je sprejelo tudi združenje HANA (High Definition Audio-Video Network Alliance) kot standard za povezavo in nadzor nad digitalnimi avdio/vizualnimi sredstvi. Vmesnik IEEE 1394 obstaja tudi v brezžični, optični in izvedbi s koaksialnimi kabli, vendar niso širše uporabljene.
Večina digitalnih kamer srednjega cenovnega razreda je od sredine 90. let 20. stoletja opremljena s 4-žilnim priključkom IEEE 1394. Od leta 2003 ga ima tudi večina osebnih računalnikov in prenosnikov, namenjenih za obdelavo domačega videa.
Preko vmesnika IEEE 1394 lahko hkrati povežemo do 63 naprav v zvezdasto topologijo. Hitrost prenosa podatkov med napravami je od 400 do 3200 Mbit/s.